# Pternistis
A Pternistis a madarak osztályának tyúkalakúak (Galliformes) rendjébe a fácánfélék (Phasianidae) családjába és a fogolyformák (Perdicinae) alcsaládjába tartozó nem.

## Rendszerezés
A nembe az alábbi 23 faj tartozik:
- Hartlaub-frankolin (Pternistis hartlaubi vagy Francolinus hartlaubi)
- sarkantyús frankolin (Pternistis bicalcaratus vagy Francolinus bicalcaratus)
- Heuglin-frankolin (Pternistis icterorhynchus vagy Francolinus icterorhynchus)
- Clapperton-frankolin (Pternistis clappertoni vagy Francolinus clappertoni)
- Harwood-frankolin (Pternistis harwoodi vagy Francolinus harwoodi)
- pettyes frankolin (Pternistis adspersus vagy Francolinus adspersus)
- fokföldi frankolin (Pternistis capensis vagy Francolinus capensis)
- natáli frankolin (Pternistis natalensis vagy Francolinus natalensis)
- Hildebrandt-frankolin (Pternistis hildebrandti vagy Francolinus hildebrandti)
- Pternistis squamatus vagy Francolinus squamatus
- Pternistis ahantensis vagy Francolinus ahantensis
- Pternistis griseostriatus vagy Francolinus griseostriatus
- sárganyakú frankolin (Pternistis leucoscepus vagy Francolinus leucoscepus)
- Pternistis rufopictus vagy Francolinus rufopictus
- vörösnyakú frankolin (Pternistis afer vagy Francolinus afer)
- Swainson-frankolin (Pternistis swainsonii vagy Francolinus swainsoni)
- Jackson-frankolin (Pternistis jacksoni vagy Francolinus jacksoni)
- Pternistis nobilis vagy Francolinus nobilis
- kameruni frankolin (Pternistis camerunensis vagy Francolinus camerunensis)
- Swierstra-frankolin (Pternistis swierstrai vagy Francolinus swierstrai)
- Pternistis castaneicollis vagy Francolinus castaneicollis
- Erckel-frankolin (Pternistis erckelii vagy Francolinus erckelii)
- dzsibuti frankolin (Pternistis ochropectus vagy Francolinus ochropectus)